# Вентнор-Сіті (Нью-Джерсі)
Вентнор-Сіті (англ. Ventnor City) — місто (англ. city) в США, в окрузі Атлантик штату Нью-Джерсі. Населення — 9210 осіб (2020).

## Географія
Вентнор-Сіті розташований за координатами 39°20′31″ пн. ш. 74°28′58″ зх. д. / 39.34194° пн. ш. 74.48278° зх. д. (39.342066, -74.482818).  За даними Бюро перепису населення США в 2010 році місто мало площу 9,12 км², з яких 5,05 км² — суходіл та 4,07 км² — водойми.

### Клімат
| Клімат : Вентнор-Сіті   | Клімат : Вентнор-Сіті | Клімат : Вентнор-Сіті | Клімат : Вентнор-Сіті | Клімат : Вентнор-Сіті | Клімат : Вентнор-Сіті | Клімат : Вентнор-Сіті | Клімат : Вентнор-Сіті | Клімат : Вентнор-Сіті | Клімат : Вентнор-Сіті | Клімат : Вентнор-Сіті | Клімат : Вентнор-Сіті | Клімат : Вентнор-Сіті | Клімат : Вентнор-Сіті |
| Показник                | Січ.                  | Лют.                  | Бер.                  | Квіт.                 | Трав.                 | Черв.                 | Лип.                  | Серп.                 | Вер.                  | Жовт.                 | Лист.                 | Груд.                 | Рік                   |
| Середній максимум, °C   | 5,2                   | 6,3                   | 10,1                  | 14,9                  | 20,1                  | 25,1                  | 27,9                  | 27,3                  | 24,2                  | 18,6                  | 13,4                  | 8,0                   | 16,8                  |
| Середня температура, °C | 1,1                   | 2,1                   | 5,7                   | 10,6                  | 15,8                  | 21,0                  | 23,9                  | 23,4                  | 20,0                  | 14,1                  | 9,0                   | 3,7                   | 12,6                  |
| Середній мінімум, °C    | −3,2                  | −2,1                  | 1,3                   | 6,3                   | 11,4                  | 16,9                  | 20,0                  | 19,5                  | 15,8                  | 9,6                   | 4,6                   | −0,5                  | 8,3                   |
| Норма опадів, мм        | 82                    | 73                    | 105                   | 91                    | 81                    | 74                    | 85                    | 104                   | 77                    | 91                    | 85                    | 99                    | 1046                  |
| Вологість повітря, %    | 68.1                  | 67.0                  | 63.8                  | 65.1                  | 69.6                  | 73.4                  | 73.4                  | 75.3                  | 73.7                  | 71.9                  | 69.8                  | 68.7                  | 70.0                  |
| ----------------------- | --------------------- | --------------------- | --------------------- | --------------------- | --------------------- | --------------------- | --------------------- | --------------------- | --------------------- | --------------------- | --------------------- | --------------------- | --------------------- |
| Джерело: PRISM          |                       |                       |                       |                       |                       |                       |                       |                       |                       |                       |                       |                       |                       |

## Демографія
Згідно з переписом 2010 року, у місті мешкало 10 650 осіб у 4592 домогосподарствах у складі 2644 родин. Було 7829 помешкань
Расовий склад населення:
| - 75,8 % — білих - 8,7 % — азіатів - 4,3 % — чорних або афроамериканців - 0,5 % — корінних американців - 8,1 % — осіб інших рас |

До двох чи більше рас належало 2,6 %. Частка іспаномовних становила 18,0 % від усіх жителів.
За віковим діапазоном населення розподілялося таким чином: 18,5 % — особи молодші 18 років, 61,6 % — особи у віці 18—64 років, 19,9 % — особи у віці 65 років та старші. Медіана віку мешканця становила 45,5 року. На 100 осіб жіночої статі у місті припадало 94,0 чоловіків;  на 100 жінок у віці від 18 років та старших — 90,0 чоловіків також старших 18 років.
Середній дохід на одне домашнє господарство  становив 73 107 доларів США (медіана — 50 978), а середній дохід на одну сім'ю — 92 062 долари (медіана — 67 234). Медіана доходів становила 34 244 долари для чоловіків та 28 976 доларів для жінок. За межею бідності перебувало 14,2 % осіб, у тому числі 21,1 % дітей у віці до 18 років та 4,4 % осіб у віці 65 років та старших.
Цивільне працевлаштоване населення становило 4828 осіб. Основні галузі зайнятості: мистецтво, розваги та відпочинок — 33,4 %, освіта, охорона здоров'я та соціальна допомога — 19,7 %, будівництво — 9,4 %, науковці, спеціалісти, менеджери — 8,2 %.